# Tricimba tecta
Tricimba tecta är en tvåvingeart som först beskrevs av Becker 1912.  Tricimba tecta ingår i släktet Tricimba och familjen fritflugor. Inga underarter finns listade i Catalogue of Life.